# ميخائيل ميلتون
ميخائيل ميلتون (28 نوفمبر 1943 في المملكة المتحدة - ) (بالإنجليزية: Michael Milton)‏ هو لاعب كريكت بريطاني. لعب مع Buckinghamshire County Cricket Club ‏.

## وصلات خارجية
- ميخائيل ميلتون على موقع إي آس بي آن كريك إنفو (الإنجليزية)